# Forskning
 Der er for få eller ingen kildehenvisninger i denne artikel, hvilket er et problem. Du kan hjælpe ved at angive troværdige kilder til de påstande, som fremføres i artiklen.

Forskning betegner den systematiske, videnskabelige undersøgelse af et område, f.eks. en sygdoms årsager eller historiske kilder. En person, der udøver denne virksomhed, kaldes en forsker.
Selvom alle i princippet kan bedrive selvstændig forskning, forbindes forskning oftest med universitetsansat videnskabeligt personale, ikke mindst såkaldte ph.d.-stipendiater, og den forskning disse bedriver, der oftest har karakter af grundforskning. Derudover betegnes noget videnskabeligt arbejde i den private sektor som forskning, hvilket blandt andet indebærer medicinudvikling i lægemiddelindustrien og noget vidensarbejde i konsulentbranchen. Siden 2013 har danske professionshøjskoler også bedrevet "forskning og udvikling".
Ordet "forskning" bruges ofte i en betydning, der er stort set synonym med videnskab.
Forskning anses for at være en vigtig drivkraft i samfundets udvikling i form af bl.a. økonomisk fremgang, bæredygtig udvikling, øget livskvalitet og intellektuel fremgang.
Forskningsbegrebet er defineret i den såkaldte Frascati-manual, som er udviklet af OECD til brug for udredninger og statistik om nationale forskningsindsatser. Udgangspunktet er de naturvidenskabeligt baserede forskningsområder. Det betyder, at det ofte er vanskeligt at indpasse humaniora og samfundsvidenskabelige aktiviteter, herunder ikke mindst at skelne mellem udviklingsarbejde og udredninger af mere rutinepræget art. 
Definitionen er: Forskning og udviklingsarbejde (FoU) er skabende arbejde på systematisk grundlag med henblik på at øge den videnskabelige og tekniske viden, herunder viden vedrørende mennesker, kultur og samfund – samt udnyttelse af den eksisterende viden til at anvise nye praktiske anvendelser”.
FoU-begrebet omfatter:
- Grundforskning er originalt eksperimenterende eller teoretisk arbejde med det primære formål at opnå ny viden og forståelse uden nogen bestemt anvendelse i sigte.
- Anvendt forskning er ligeledes originale undersøgelser med henblik på at opnå ny viden. Den er primært rettet mod bestemte praktiske mål.
- Udviklingsarbejde er systematisk arbejde baseret på anvendelse af viden opnået gennem forskning og/eller praktisk erfaring med det formål at frembringe nye eller væsentligt forbedrede materialer, produkter, processer, systemer eller tjenesteydelser